# Colonia Ulpia Traiana

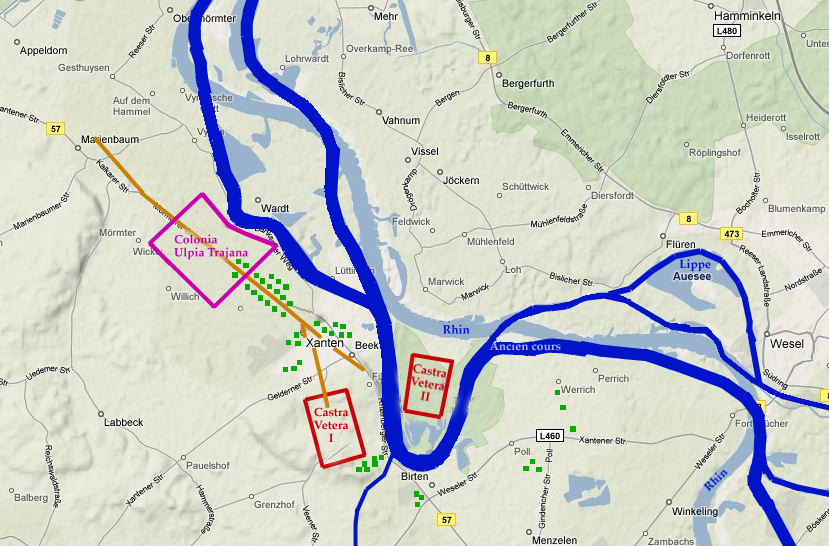
Situarea în jurul actualului oraș Xanten a celor două castre: Castra Vetera I și II precum și a coloniei lui Traian: Colonia Ulpia Traiana

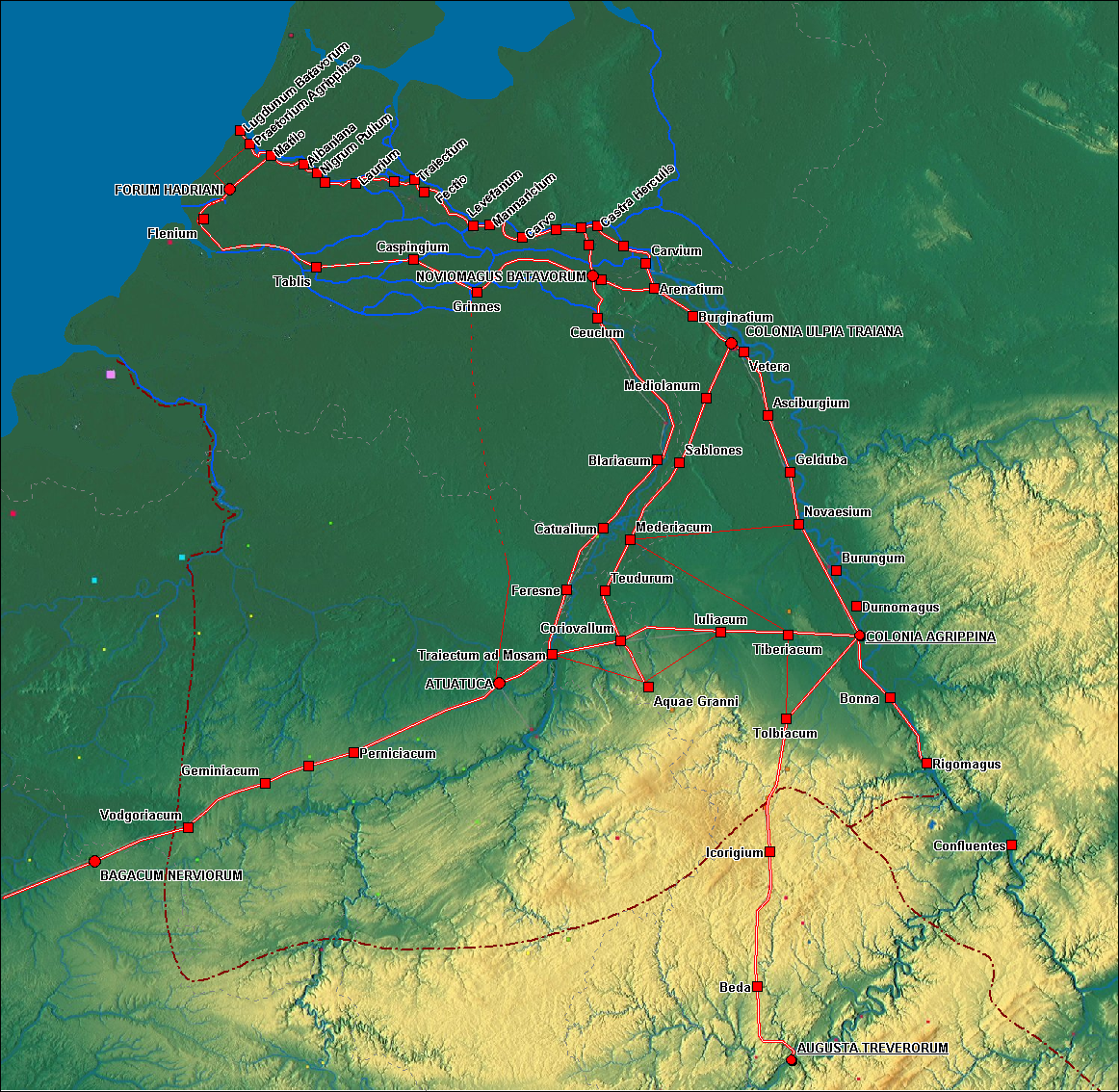
Drumuri romane în Germania Inferior

Colonia Ulpia Traiana, sau C U T, a fost o colonie romană și castre ale legiunii limesului Rinului, în Germania Inferior, în imediata apropiere a actualului oraș Xanten, din Renania de Nord-Westfalia (Germania).

## Origine
Orașul a fost fondat de împăratul Traian în jurul anului 100 și a devenit al treilea oraș la nord de Alpi, împreună cu Colonia Claudia Ara Agrippinensium (azi Köln) și Augusta Treverorum (azi Trier). Avea o suprafață de 73 de hectare.
Se compunea din trei părți:
- C U T, orașul civil
- Castra Vetera I, castru roman
- Castra Vetera II, al doilea castru roman.

Castra Vetera I era situată pe dealul Fürstenberg; al doilea castru Castra Vetera II era situat într-un meandru al Rinului, astăzi abandonat și clasat drept rezervație naturală. 
Lippe se vărsa în Rin în acest loc, de unde alegerea acestui loc de către romani. Actualmente confluența este în amonte.
Un braț al Rinului, care trecea în linie dreaptă, i-a permis lui Traian să instaleze Colonia Ulpia Traiana pe malul stâng.

## Castrum Vetera I
Geneza Coloniei Ulpia Traiana a început în 13/12 î.Hr., când generalul roman Nero Claudius Drusus a construit pe dealul Fürstenberg castrul Castra Vetera I, la sud-est de actualul oraș Xanten și la confluența râului Lippe cu Rinul.
Această castru servea drept bază pentru o campanie în dreapta Rinului în anul 8 î.Hr., o campanie care a condus la subjugarea tribului germanic al sicambrilor care fuseseră forțați să se deplaseze în stânga Rinului, sub presiunea oamenilor din micul trib germanic al cugernilor.
La fel ca majoritatea castrelor și castelum-urilor limesului, Castrum Vetera I a fost distrus în anul 70 de revolta batavilor și cananefaților. Legiunile din Castra Vetera au fost anihilate.

## Colonia Ulpia Traiana

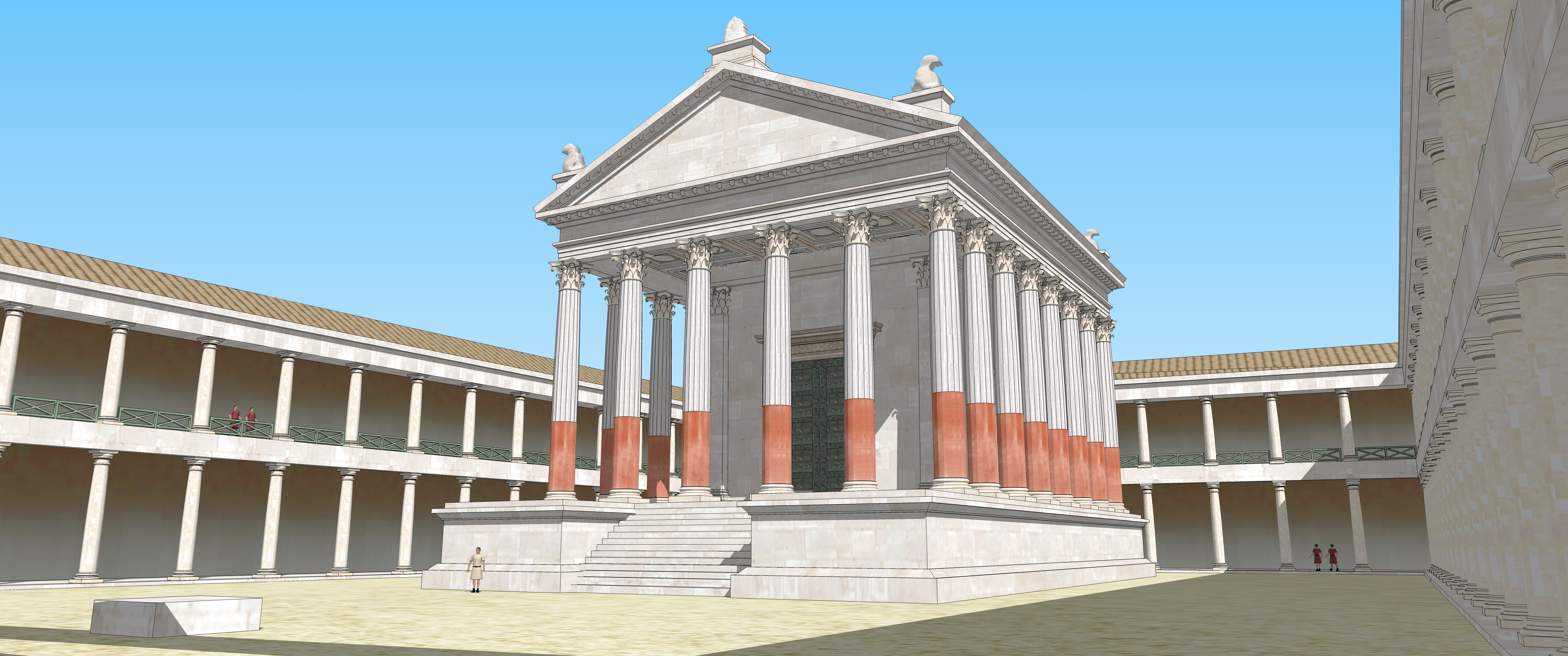
Templul portului din Xanten

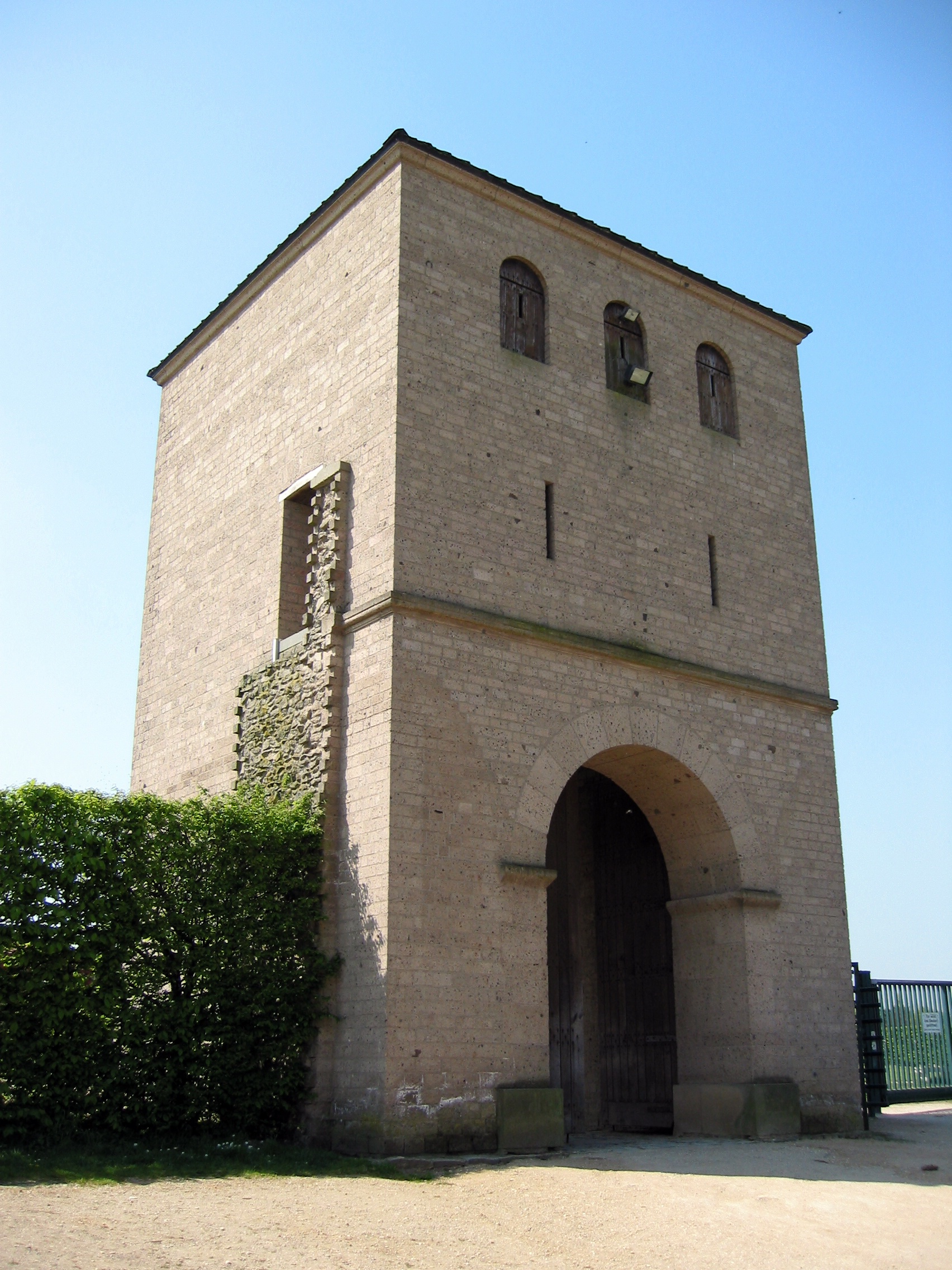
Reconstituire a Porții Portului de la Colonia Ulpia Traiana

În 71, castrul și vicus-ul au fost reconstruite după un plan nou, rectangular, și rebotezate Colonia Ulpia Traiana, care arăta ca orice oraș roman, cu drum cu dale de piatră, temple, un forum (piață), amfiteatru, ziduri și turnuri. Pietrele care au servit la construcție au fost extrase din munții Eifel și din „Șapte Munți”.
Populația este estimată la aproape 10.000 de persoane, îndeosebi gali și germani romanizați. O mare parte din pământuri a fost dată foștilor luptători din armata romană.
După o epocă de prosperitate, orașul s-a prăbușit când Armata Rinului era mai puțin prezentă, iar portul a devenit inutilizabil.
În 259, francii au încercat să cucerească orașul, dar fără succes. În 276, un al doilea atac a reușit, iar orașul a fost jefuit și distrus.

## Tricensimae
Între 306 și 311 împăratul Constantin cel Mare a reconstruit un oraș fortificat pe teritoriul vechii colonii. Acest oraș, Tricensimae, a devenit principala fortificație a Rinului de Jos până în anul 351. 
În Evul Mediu, ruinele orașului au constituit o sursă de pietre de construcție și de obiecte metalice.
Aproape de cimitirul orașului, în jurul mormântulului martirului creștin sfântul Victor, s-a creat orașul Ad Sanctos, azi Xanten.
Zona a devenit un parc arheologic în care s-au reconstituit câteva clădiri: o parte din terme, amfiteatrul, Poarta Portului și hanul.